# Леніно (летовище)
Леніно — закинуте військове летовище у Камчатському краї, розташоване за 41 км на схід від с. Усть-Більшорецьк.
Безпосередньо поблизу летовища знаходиться випробувальний полігон Ракетних військ стратегічного призначення «Кура». 